# Berkeley County (West Virginia)
Berkeley County ist ein County im Bundesstaat West Virginia der Vereinigten Staaten. Der Verwaltungssitz (County Seat) ist Martinsburg. Das U.S. Census Bureau hat bei der Volkszählung 2020 eine Einwohnerzahl von 122.076 ermittelt.

## Geographie
Das County liegt im äußersten Nordosten von West Virginia, grenzt im Südwesten an Virginia, im Nordosten an Maryland und hat eine Fläche von 833 Quadratkilometern, wovon ein Quadratkilometer Wasserfläche ist. Es grenzt im Uhrzeigersinn an folgende Countys: Washington County (Maryland), Jefferson County, Frederick County (Virginia) und Morgan County. Der höchste Punkte des County ist mit 660 Meter der Third Hill Mountain. Der Berg befindet sich in der Sleepy Creek Wildlife Management Area.

## Geschichte
Berkeley County wurde am 10. Februar 1772 aus dem nördlichen Teil des Frederick County in Virginia gebildet. Benannt wurde es nach Norborne Berkeley, 4. Baron Botetourt, einem Gouverneur der Virginia-Kolonie. Das County ist das zweitälteste in West Virginia.
1669 bekam John Lederer, ein deutscher Arzt und Erforscher der Appalachen, von Sir William Berkeley die Erlaubnis das Gebiet des heutigen Berkeley County zu betreten. 1726 zog Morgan Morgan aus Delaware in dieses Gebiet und gründete die erste permanente englische Siedlung am Mill Creek in der Nähe des heutigen Bunker Hill. Das 1751 errichtete Thomas Thornbrough House zählt zu den ersten dauerhaft bewohnten Siedlerhäusern westlich der Blue Ridge Mountains. Während des Amerikanischen Bürgerkriegs (1861–1865) war das County von strategischer Bedeutung ebenso wie die Bezirkshauptstadt Martinsburg, die am nördlichen Ende des Shenandoah Valleys liegt, welches es somit kontrollierte. Ebenso führten die Eisenbahnlinie der Baltimore and Ohio Railroad durch das Tal, die den Nachschub der Nordstaaten-Truppen sicherte.

## Demografische Daten

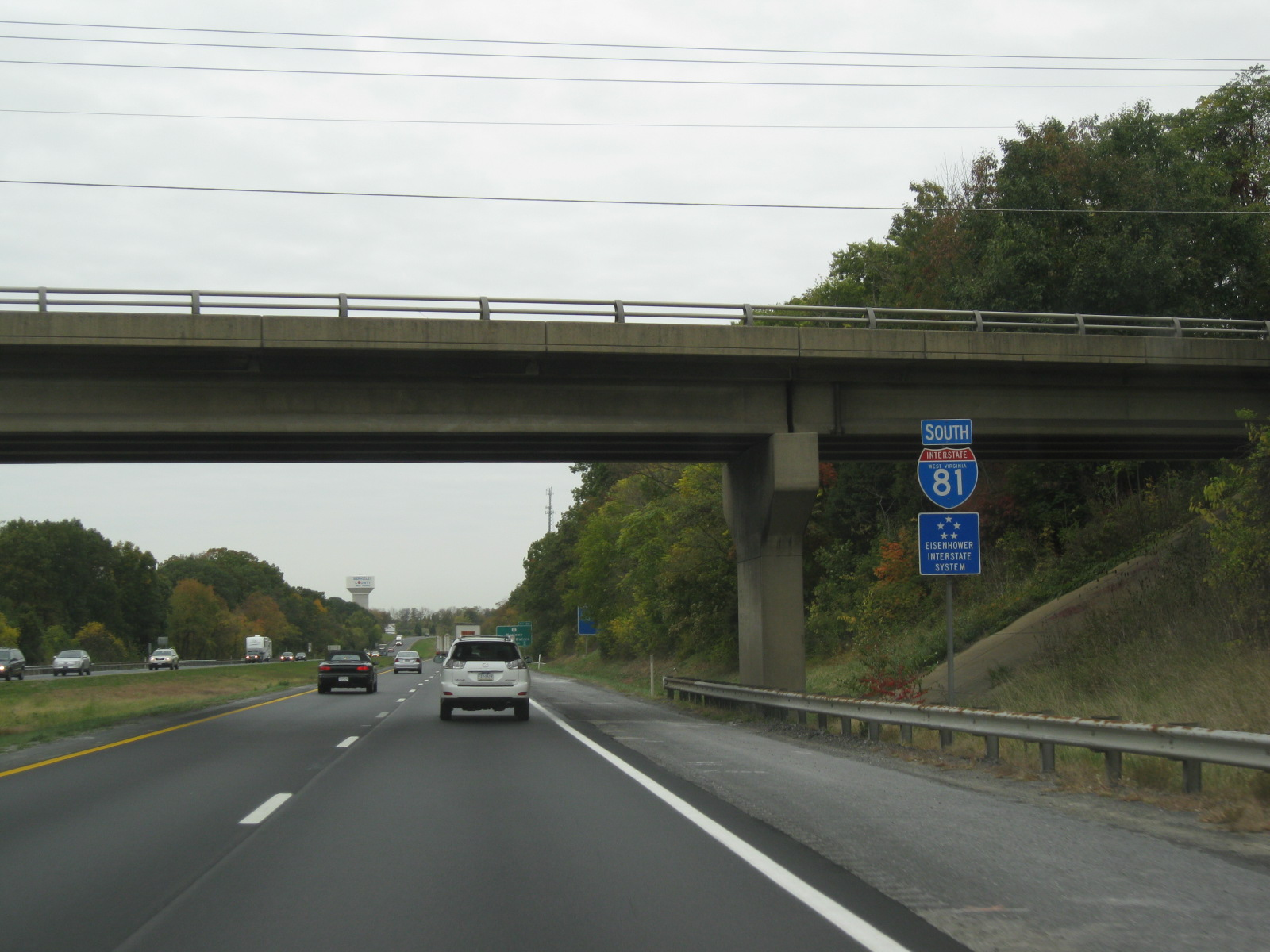
Die Interstate 81 in West Virginia

Nach der Volkszählung im Jahr 2000 lebten im Berkeley County 75.905 Menschen. Davon wohnten 1.216 Personen in Sammelunterkünften, die anderen Einwohner lebten in 29.569 Haushalten und 20.698 Familien. Die Bevölkerungsdichte betrug 91 Einwohner pro Quadratkilometer. Ethnisch betrachtet setzte sich die Bevölkerung zusammen aus 92,74 Prozent Weißen, 4,69 Prozent Afroamerikanern, 0,25 Prozent amerikanischen Ureinwohnern, 0,46 Prozent Asiaten, 0,02 Prozent Bewohnern aus dem pazifischen Inselraum und 0,56 Prozent aus anderen ethnischen Gruppen; 1,28 Prozent stammten von zwei oder mehr ethnischen Gruppen ab. 1,52 Prozent der Bevölkerung waren spanischer oder lateinamerikanischer Abstammung.
Von den 29.569 Haushalten hatten 33,4 Prozent Kinder und Jugendliche unter 18 Jahre, die bei ihnen lebten. 54,6 Prozent waren verheiratete, zusammenlebende Paare, 10,7 Prozent waren allein erziehende Mütter, 30,0 Prozent waren keine Familien, 24,2 Prozent waren Singlehaushalte und in 8,2 Prozent lebten Menschen im Alter von 65 Jahren oder darüber. Die Durchschnittshaushaltsgröße betrug 2,53 und die durchschnittliche Familiengröße lag bei 2,99 Personen.
Auf das gesamte County bezogen setzte sich die Bevölkerung zusammen aus 25,7 Prozent Einwohnern unter 18 Jahren, 8,3 Prozent zwischen 18 und 24 Jahren, 31,3 Prozent zwischen 25 und 44 Jahren, 23,6 Prozent zwischen 45 und 64 Jahren und 11,2 Prozent waren 65 Jahre alt oder darüber. Das Durchschnittsalter betrug 36 Jahre. Auf 100 weibliche Personen kamen 99,1 männliche Personen. Auf 100 Frauen im Alter von 18 Jahren oder darüber kamen statistisch 96,4 Männer.

Das jährliche Durchschnittseinkommen eines Haushalts betrug 38.763 USD, das Durchschnittseinkommen der Familien betrug 44.302 USD. Männer hatten ein Durchschnittseinkommen von 32.010 USD, Frauen 23.351 USD. Das Prokopfeinkommen betrug 17.982 USD. 8,7 Prozent der Familien und 11,5 Prozent der Bevölkerung lebten unterhalb der Armutsgrenze. Darunter waren 14,6 Prozent der Kinder und Jugendlichen unter 18 Jahren und 10,1 Prozent der Senioren ab 65 Jahren.

## Orte im Berkeley County
Das Berkeley County ist in zwei Gemeinden unterteilt, davon eine City und eine Town. Zu Statistikzwecken führt das U.S. Census Bureau zwei Census-designated places, die dem County unterstellt sind und keine Selbstverwaltung besitzen. Diese sind wie die Unincorporated Communities gemeindefreies Gebiet.
| City - Martinsburg | Town - Hedgesville |

Census-designated places (CDP)
- Falling Waters
- Inwood

andere Unincorporated Communities
| - Allensville - Arden - Baker Heights - Baxter - Bedington - Berkeley - Bessemer - Blairton - Bunker Hill | - Darkesville - Douglas Grove - Files Crossroad - Ganotown - Georgetown - Gerrardstown - Glengary - Goose Nest - Greensburg | - Grubbs Corner - Hainesville - Johnsontown - Jones Springs - Little Georgetown - Marlowe mit Charles Downs II House - Nipetown - Nollville - North Mountain | - Pikeside - Ridgeway - Scrabble - Shanghai - Spring Mills - Swan Pond - Tabb - Tablers Station - Tarico Heights | - Tomahawk - Union Corner - Van Clevesville - Vanville - Winebrenners Crossroad - Wynkoop Spring |